# Dunav Stari Banovci
FK Dunav Stari Banovci, serb: ФК Дунав Стари Бановци – serbski klub piłkarski z miejscowości Stari Banovci. Został utworzony w 1936 roku. Obecnie występuje w Srpska Liga Vojvodina. 